# Trogon montagnard
Trogon mexicanus
Espèce
Statut de conservation UICN

 LC  : Préoccupation mineure
Le Trogon montagnard (Trogon mexicanus) est une espèce d'oiseau de la famille des Trogonidae.

## Description

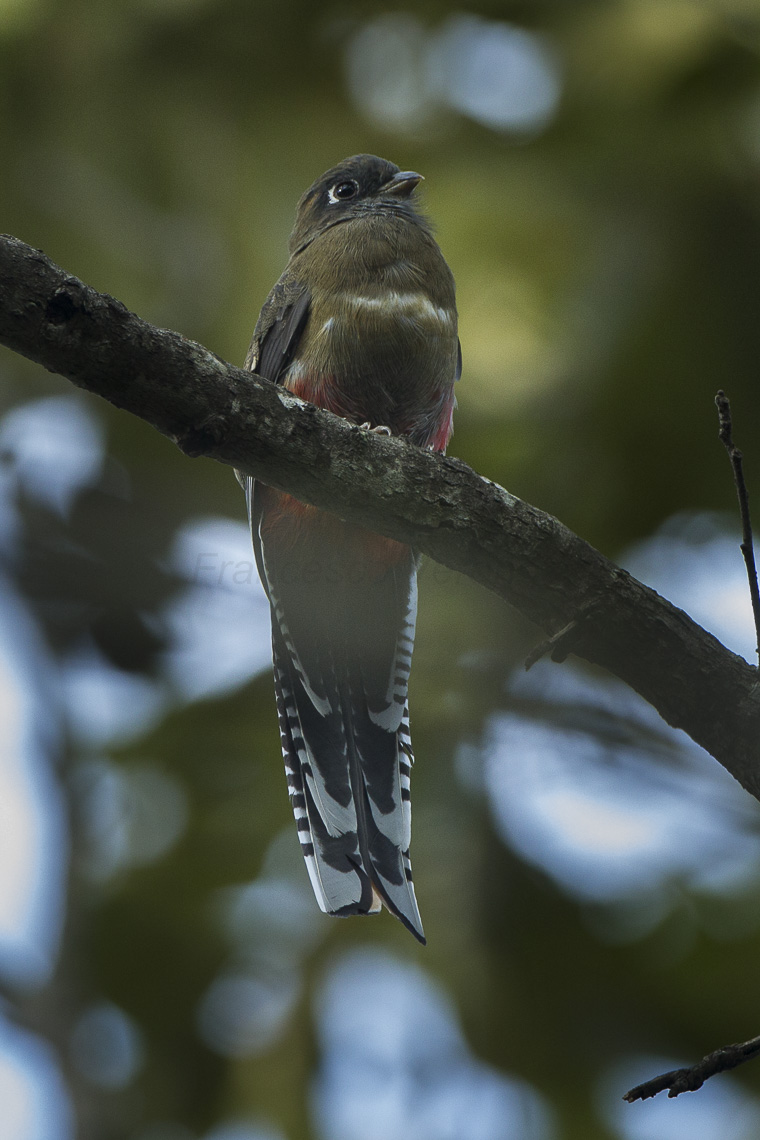
♀

Il a été décrit pour la première fois par William John Swainson en 1827. Le trogon de montagne mesure 29 à 31,5 cm de long. Il pèse entre 61,5 et 85 g, avec une moyenne de 71 g. Comme tous les trogons, le trogon de montagne est sexuellement dimorphique. Le mâle est vert métallique sur la calotte, la nuque, les parties supérieures. Son ventre est rouge vif, rehaussé par une étroite bande de blanc. La femelle est brune sur la tête, les parties supérieures et la poitrine, séparée de la partie inférieure de la poitrine, brun pâle, par une étroite bande blanche.

## Distribution et habitat
On le trouve au Guatemala, au Honduras et au Mexique. Son habitat naturel est constitué de forêts de montagne tropicales ou subtropicales humides. Il préfère les forêts de pins à feuilles persistantes et de chênes, situées entre 1 200 et 3 500 mètres. Contrairement aux autres trogons, cette espèce montre une certaine adaptabilité aux lieux utilisés par l'homme et on l'a vu dans les plantations de café.

## Sous-espèces
On distingue les sous-espèces suivantes :
- Trogon mexicanus clarus Griscom, 1932
- Trogon mexicanus lutescens Griscom, 1932
- Trogon mexicanus mexicanus Swainson, 1827